# Flins-Neuve-Église
Flins-Neuve-Église là một xã của Pháp, nằm ở tỉnh Yvelines trong vùng Île-de-France.
Người dân ở đây trong tiếng Pháp gọi là Flinois.
Các xã giáp ranh gồm: Longnes về phía đông bắc, Dammartin-en-Serve về phía đông, Tilly về phía nam và Mondreville về phía tây bắc.